# Zenonas Rudzikas
Zenonas Rokus Rudzikas (ur. 16 sierpnia 1940 w Gulbieniszkach koło Łoździejów  – zm. 8 czerwca 2011 w Wilnie) – litewski fizyk, wykładowca, od 2003 do 2009 prezes Litewskiej Akademii Nauk. 

## Życiorys
W latach 1957–1962 studiował fizykę teoretyczną na Wileńskim Uniwersytecie Państwowym. Od 1962 do 1965 kształcił się na studiach aspiranckich w Instytucie Matematyki i Fizyki Akademii Nauk Litewskiej SRR, którego w latach 1965–1974 był młodszym współpracownikiem naukowym. W 1972 uzyskał habilitację. Od 1974 do 1977 stał na czele Wydziału Teorii Atomu Instytutu Matematyki i Fizyki AN LSRR. W latach 1977–88 zastępował dyrektora Instytutu Fizyki, a od 1988 do 1990 był jego dyrektorem. 
W latach 1990–2002 był dyrektorem Instytutu Fizyki Teoretycznej i Astronomii, a później przez rok stał na czele Instytutu Fizyki Teoretycznej i Astronomii Uniwersytetu Wileńskiego. 
Od 1994 był członkiem zwyczajnym Litewskiej Akademii Nauk. W 2003 wybrano go jej przewodniczącym.